# Iracema (kommun i Brasilien, Ceará)
Iracema är en kommun i Brasilien.   Den ligger i delstaten Ceará, i den östra delen av landet, 1 500 km nordost om huvudstaden Brasília. Antalet invånare är 13 725.
Omgivningarna runt Iracema är huvudsakligen savann. Runt Iracema är det ganska glesbefolkat, med 23 invånare per kvadratkilometer.